# Pohlheim
Pohlheim német város Gießentől 7 km-re délkeletre.

## Története
1971. január 1-jén alakították ki Dorf-Güll, Garbenteich, Grüningen, Hausen, Holzheim és Watzenborn-Steinberg településekből az új várost, Stadt Pohlheimet.

## Lakossága
| Év (Dátum)  | Lakosság (fő) |
| ----------- | ------------- |
| 1999.12.31. | 17 119        |
| 2000.12.31. | 17 153        |
| 2002.12.31. | 17 442        |
| 2004.12.31. | 17 830        |
| 2005.12.31. | 17 909        |
| 2006.12.31. | 18 043        |
| 2007.12.31. | 18 051        |
| 2009.09.30. | 18 072        |
| 2010.06.30. | 18 108        |
| 2013.06.30. | 18 711        |

## Testvérvárosai
- Magyarország Zirc,(1990)
- Ausztria Admont
- Németország Strehla